# FOXA3
El factor nuclear de hepatocitos 3-gamma (HNF-3G), también conocido como proteína de caja de horquilla A3 (FOXA3) o factor de transcripción 3G (TCF-3G) es una proteína que en los seres humanos está codificada por el gen FOXA3 .

## Función
HNF-3G es un miembro de la clase forkhead de proteínas de unión al ADN. Estos factores nucleares de los hepatocitos son activadores de la transcripción de las transcripciones específicas del hígado, como la albúmina y la transtiretina, y también interactúan con la cromatina. Los miembros similares de la familia en ratones tienen funciones en la regulación del metabolismo y en la diferenciación del páncreas y el hígado.